# Préveranges
Préveranges település Franciaországban, Cher megyében. Lakosainak száma 522 fő (2022. január 1.). Préveranges Saint-Palais, Saint-Priest-la-Marche, Saint-Saturnin, Sidiailles, Saint-Marien és Saint-Pierre-le-Bost községekkel határos.

## Népesség
A település népességének változása:
| Lakosok száma | 1081 | 861  | 772  | 596  | 568  | 544  | 525  | 512  | 513  | 522  |
|               | 1968 | 1982 | 1990 | 2006 | 2013 | 2015 | 2017 | 2019 | 2020 | 2022 |